# 女子相扑
女子相扑（日语：女子相撲），又称为新相扑（日语：新相撲），是指诞生于1996年，由女性参加的业余相扑运动。

## 概要
为使相扑成为世界的运动，日本相扑联盟致力于推动相扑进入奥运会正式比赛项目，而这需要让相扑在女性中普及。为此，该组织决定推进女子相扑的普及程度。然而，在日本有很多人对女性进行相扑运动感到抗拒，因此该组织决定将运动命名为“新相扑”，以此彰显和普通相扑的区别，并于1996年建立了加盟团体日本新相扑联盟（之后的日本女子相扑联盟）。
1996年，日本最早的新相扑全国大赛“第1回全国新相扑锦标赛”在大阪举办，随后又在大阪府堺市举行了11次一年一度的全国赛事。其中第2回和第3回在1月举办，第4回至第11回在9月举办，第12回在10月举办。随后大赛的举办地扩展到了日本全国，包括静冈县（第13回）、富山县（第14回）、大阪府堺市（第15回）、爱媛县（第16回）、佐贺县（第17回）和兵库县（第18回）。2007年举办的第12回大会后，大会名称改为了“全日本女子相扑锦标赛”，新相扑也改称为“女子相扑”。此外，日本以外的一些地区也对女子相扑有很高的兴趣，特别是欧洲，1999年德国就举办了最早的国际赛事。如今毎年秋季都会举办世界女子相扑锦标赛（原名世界新相扑锦标赛），女子相扑项目也纳入了世界运动会相扑比赛。

## 规则、服装和场地
比赛规则与男子相扑基本相同，但不允许使用低头以额抵胸和对脸用力猛推（用巴掌打对方脸）等动作。服装上，不像男子选手只穿兜裆布，女子选手穿着的比赛服是由擒拿裤（和兜裆布一体）和连体衣组合在一起的。
因在日本相撲傳統中，土俵是神聖地方，不容女人進入，所以女子相撲比赛场地一般不采用土俵，而是把氨基甲酸酯等有机材料装入草袋内，并把草袋安装在体操垫制成相扑专用垫（土俵垫）。但近年来，前文中提到的世界赛事、欧洲赛事和日本国内也陆续开始使用土俵作为场地。

## 著名选手
- 野崎舞夏星（日语：野崎舞夏星）

## 脚注
1. ↑  《相扑》2014年2月号108页至110页的文章内刊登了立命馆大学相扑部女子部员山中未久的言论，大意是“高中我说我在玩相扑，然后别人就露出嫌弃的表情。当初加入立命馆大学相扑部时，女子部员、没练过相扑的很多，一开始不知如何下手的也很多。”